# Епархия Сайтамы
 Епархия Сайтамы  (лат. Dioecesis Saitamaensis) — епархия Римско-Католической церкви с центром в городе Сайтама, Япония. Епархия Сайтамы входит в митрополию Токио. Кафедральным собором епархии Сайтамы является церковь святой Терезы из Лизье.

## История
4 января 1939 года Святой Престол учредил апостольскую префектуру Уравы, выделив её из епархии Иокогамы.
16 декабря 1957 года Римский папа Пий XII выпустил буллу «Qui superna Dei», которой преобразовал апостольскую префектуру Уравы в епархию Уравы. 31 марта 2003 года епархия Уравы была переименована в епархию Сайтамы.

## Ординарии епархии
- епископ Амброджио Леблан (1939—1940);
- епископ Павел Сакудзо Утино (13.12.1945 — 1957);
- епископ Лаврентий Сатоси Нагаэ (24.12.1957 — 20.12.1979);
- епископ Франциск Ксаверий Канамэ Симамото (20.12.1979 — 8.02.1990) — назначен архиепископом Нагасаки;
- епископ Пётр Такэо Окада (15.04.1991 — 17.02.2000) — назначен архиепископом Токио;
- епископ Марцеллин Тайдзи Тани (10.05.2000 — 27.07.2013);
- епископ Марио Митиаки Яманути (02.06.2018 — по настоящее время).

## Источник
- Annuario Pontificio, Libreria Editrice Vaticana, Città del Vaticano, 2003, ISBN 88-209-7422-3
- Булла Qui superna Dei, AAS 50 (1958), стр. 505  (лат.)